# Carol Greider
Carol Greider (n. 15 aprilie 1961, San Diego, California, SUA) este un biolog american de origine australiană, laureat al Premiului Nobel pentru Fiziologie sau Medicină pe 2009, împreună cu Jack Sztostak și Elizabeth Blackburn, pentru descoperirea felului în care cromozomii sunt protejați de telomeri și a enzimei telomerază.